# När du gör som jag vill: En bok om påverkan
När du gör som jag vill är en bok skriven av tankeläsaren och manipulatören Henrik Fexeus. I boken visar man hur vi människor påverkar och påverkas av vår miljö och vardag. Boken förklarar teknikerna bakom och hur man kan använda dem praktiskt i sitt eget liv.